# П'єр Двомо
П'єр Двомо (фр. Pierre Dwomoh, нар. 21 червня 2004) — бельгійський футболіст ганського походження, півзахисник «Антверпена». На умовах оренди грає за клуб «Остенде».

## Клубна кар'єра
Виступав за молодіжні команди «Геффен», «Мехелен», «Андерлехт» і «Генк». 21 червня 2019 року 15-річний Двомо підписав свій перший професійний контракт з «Генком».
19 грудня 2020 року П'єр дебютував в основному складі «Генка», вийшовши на заміну замість Браяна Гейнена в матчі вищого дивізіону бельгійського чемпіонату проти «Кортрейка». До кінця сезону він зіграв ще в одному матчі чемпіонату і допоміг команді стати віце-чемпіоном Бельгії. Того ж року він виграв з командою і національний кубок, але у тому турнірі на поле не виходив.

## Кар'єра в збірній
Виступав за юнацькі збірні Бельгії до 15 і до 17 років.

## Титули і досягнення
- Володар Кубка Бельгії (1):

«Генк»: 2020/21